# 1840 na Venezuela
Esta é uma cronologia dos principais fatos ocorridos no ano de 1840 na Venezuela.

## Eventos
- 18 de março – O governo do Reino Unido decide publicar o mapa da Guiana Inglesa conforme as explorações feitas pelo britânico Robert Hermann Schomburgk.

- 23 de abril – A Venezuela assina um Tratado de Amizade, Comércio e Navegação com os Reinos Unidos da Suécia e Noruega.

### Setembro

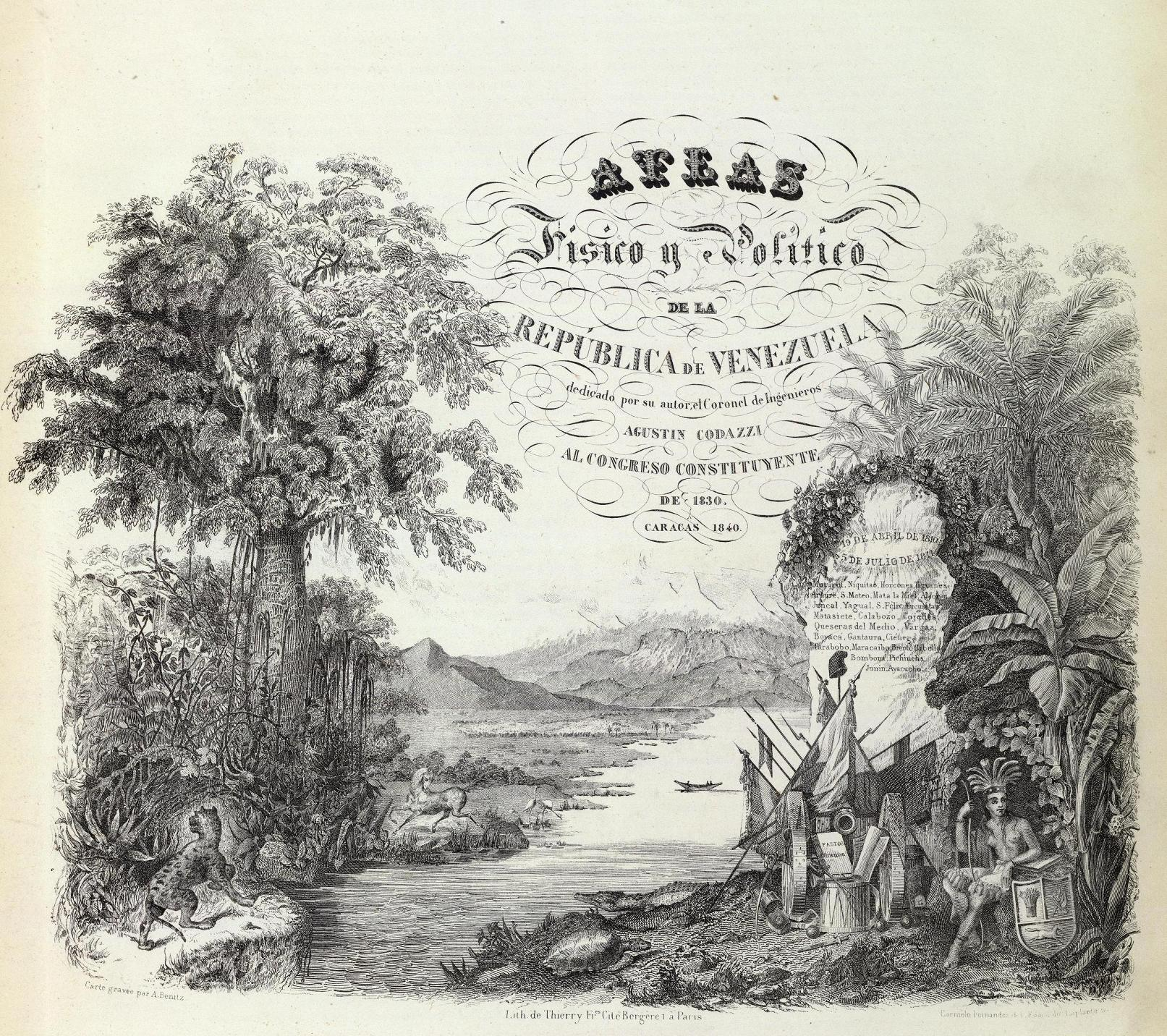
Setembro: Página inicial do Atlas da História Física e Política da República da Venezuela, desenho ilustrado pelo cartunista e litógrafo venezuelano es.

- Agostino Codazzi [es] publica o Atlas da História Física e Política da República da Venezuela e a Visão Geral da Geografia da Venezuela, obras financiadas por Martín Tovar Ponte.
- 17 – Começam as negociações para a criação de uma comunidade alemã na Venezuela.

## Arte
- Retrato de un caballero, de Pedro Castillo [es].

## Livros
- Rafael María Baralt [es]: Resumen de la Historia de Venezuela, Diccionario de Galicismos.

## Personalidades

### Nascimentos
- 23 de maio – Laureano Villanueva [es] (m. 1912), médico, político, biográfico e reitor da Universidade Central da Venezuela.[1]
- 4 de agosto – Domingo Monagas (m. 1902), estratego militar e político.
- 4 de dezembro – Julio Calcaño (m. 1918), escritor extraterritorial.